# Grégoire XII de Vagharchapat
Grégoire XII de Vagharchapat ou Grigor XII Vałaršapatec‘i (en arménien Գրիգոր ԺԲ Վաղարշապատցի ; mort en  1587) est Catholicos de l'Église apostolique arménienne de 1570 à 1587.
En 1552, il devient le coadjuteur d’Étienne V de Salmast. Il est aussi celui de son successeur Michel Ier de Sivas, avant d’être lui-même élu Catholicos en 1570. Il doit s’adjoindre lui-même  plusieurs coadjuteurs :
- en 1571 : Thadeos II, mort en 1575 ;
- en 1575 : Arakel, mort en 1579 ;
- en 1579 : David IV de Vagharchapat, qui lui succède.

## Source
- Joseph Fr. Michaud et Louis Gabriel Michaud, Biographie universelle, ancienne et moderne, Paris, 1825, Tome XVII, p. 429.